# 復興副大臣
復興副大臣（日语：／ Kaimu Fukudaijin），是日本國政府復興廳的副首長，輔佐復興大臣處理復興廳相關事務。

## 概要

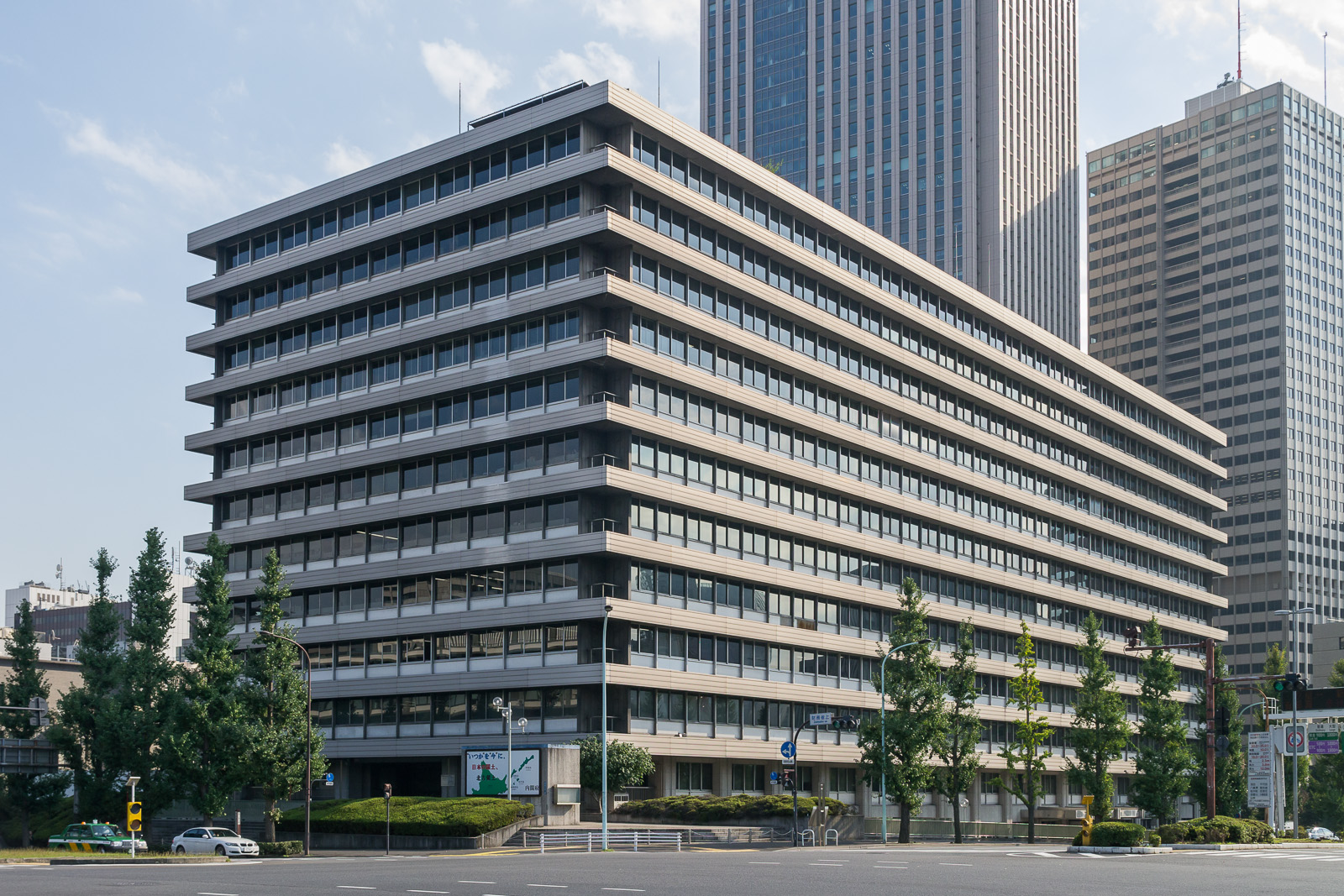
復興廳所在的中央合同廳舍第4號館

2012年2月10日，根據《復興廳設置法》而設立。同日，內閣總理大臣野田佳彥正式任命眾議員議員末松義規、眾議員議員中塚一宏及眾議員議員松下忠洋擔任首屆副大臣，加入野田內閣 (第一次改組)。
奉復興大臣之命，負責協助處理災後重建。

## 歷代副大臣
| 復興副大臣     | 復興副大臣         | 復興副大臣         | 復興副大臣    | 復興副大臣             | 復興副大臣             | 復興副大臣                   | 復興副大臣                                                     | 復興副大臣                                                     |
| 内閣           | 内閣               | 復興大臣           | 全名          | 就職日                 | 卸任日                 | 黨派                         | 出身                                                           | 備註                                                           |
| -------------- | ------------------ | ------------------ | ------------- | ---------------------- | ---------------------- | ---------------------------- | -------------------------------------------------------------- | -------------------------------------------------------------- |
| 野田內閣       | 第1次改造内閣      | 平野達男           | 末松義規      | 2012年2月10日          | 2012年6月4日           | 民主黨                       | 眾議員（東京第9區）                                            | 兼任內閣府副大臣                                               |
| 野田內閣       | 第1次改造内閣      | 平野達男           | 中塚一宏      | 2012年2月10日          | 2012年6月4日           | 民主黨                       | 眾議員（神奈川縣第12區）                                       | 兼任內閣府副大臣                                               |
| 野田內閣       | 第1次改造内閣      | 平野達男           | 松下忠洋      | 2012年2月10日          | 2012年6月4日           | 國民新黨                     | 眾議員（鹿兒島第3區）                                          | 兼任內閣府副大臣                                               |
| 野田內閣       | 第2次改造内閣      | 平野達男           | 末松義規      | 2012年6月4日           | 2012年10月1日          | 民主黨                       | 眾議員（東京第9區）                                            | 留任 兼任內閣府副大臣                                          |
| 野田內閣       | 第2次改造内閣      | 平野達男           | 中塚一宏      | 2012年6月4日           | 2012年10月1日          | 民主黨                       | 眾議員（神奈川縣第12區）                                       | 留任 兼任內閣府副大臣                                          |
| 野田內閣       | 第2次改造内閣      | 平野達男           | 吉田泉        | 2012年6月4日           | 2012年10月1日          | 民主黨                       | 眾議員（福島第5區）                                            | 兼任內閣府副大臣                                               |
| 野田內閣       | 第3次改造内閣      | 平野達男           | 黃川田徹      | 2012年10月1日          | 2012年12月25日         | 民主黨                       | 眾議員（岩手第3區）                                            |                                                                |
| 野田內閣       | 第3次改造内閣      | 平野達男           | 今野東        | 2012年10月1日          | 2012年12月25日         | 民主黨                       | 參議員（參議院比例區）                                         | 兼任內閣府副大臣                                               |
| 野田內閣       | 第3次改造内閣      | 平野達男           | 前川清成      | 2012年10月1日          | 2012年12月25日         | 民主黨                       | 參議員（奈良縣選舉區）                                         | 兼任內閣府副大臣                                               |
| 第2次安倍内閣  | 第2次安倍内閣      | 根本匠             | 谷公一        | 2012年12月26日         | 2014年9月3日           | 自由民主黨                   | 眾議員（兵庫縣第5區）                                          |                                                                |
| 第2次安倍内閣  | 第2次安倍内閣      | 根本匠             | 濱田昌良      | 2012年12月26日         | 2014年9月3日           | 公明黨                       | 參議員（參議員比例區）                                         |                                                                |
| 第2次安倍内閣  | 第2次安倍内閣      | 根本匠             | 寺田稔        | 2012年12月26日         | 2013年9月30日          | 自由民主黨                   | 眾議員（廣島縣第5區）                                          | 兼任內閣府副大臣 任內辭職，由岡田廣接任                        |
| 第2次安倍内閣  | 第2次安倍内閣      | 根本匠             | 秋葉賢也      | 2012年12月26日         | 2013年9月30日          | 自由民主黨                   | 參議員（宮城縣第2區）                                          | 由厚生勞動副大臣兼任 任內辭職，由愛知治郎接任                  |
| 第2次安倍内閣  | 第2次安倍内閣      | 根本匠             | 岡田廣        | 2013年9月30日          | 2014年9月3日           | 自由民主黨                   | 參議員（茨城縣選舉區）                                         | 兼任內閣府副大臣                                               |
| 第2次安倍内閣  | 第2次安倍内閣      | 根本匠             | 愛知治郎      | 2013年9月30日          | 2014年9月3日           | 自由民主黨                   | 參議員（宮城縣選舉區）                                         | 由財務副大臣兼任                                               |
|                | 改造内閣           | 竹下亘             | 長島忠美      | 2014年9月3日           | 2014年12月24日         | 自由民主黨                   | 眾議員（新潟縣第5區）                                          |                                                                |
| 濱田昌良       | 改造内閣           | 竹下亘             | 公明黨        | 2014年9月3日           | 2014年12月24日         | 參議員（參議員比例區）       | 留任                                                           |                                                                |
| 西村明宏       | 改造内閣           | 竹下亘             | 自由民主黨    | 2014年9月3日           | 2014年12月24日         | 眾議員（宮城縣第3區）        | 由國土交通副大臣兼任 兼任內閣府副大臣                          |                                                                |
| 第3次安倍内閣  | 第3次安倍内閣      | 竹下亘             | 自由民主黨    | 長島忠美               | 2014年12月24日         | 2015年10月9日                | 眾議員（新潟縣第5區）                                          | 再任                                                           |
| 第3次安倍内閣  | 第3次安倍内閣      | 竹下亘             | 濱田昌良      | 公明黨                 | 2014年12月24日         | 2015年10月9日                | 參議員（參議員比例區）                                         | 再任                                                           |
| 第3次安倍内閣  | 第3次安倍内閣      | 竹下亘             | 西村明宏      | 自由民主黨             | 2014年12月24日         | 2015年10月9日                | 眾議員（宮城縣第3區）                                          | 再任 由國土交通副大臣兼任 兼任內閣府副大臣                     |
|                | 第1次改造          | 高木毅             | 長島忠美      | 自由民主黨             | 2015年10月9日          | 2016年8月5日                 | 眾議員（新潟縣第5區）                                          | 留任                                                           |
| 若松謙維       | 第1次改造          | 高木毅             | 公明黨        | 參議員（參議院比例區） | 2015年10月9日          | 2016年8月5日                 |                                                                |                                                                |
| 山本順三       | 第1次改造          | 高木毅             | 自由民主黨    | 參議員（愛媛縣選舉區） | 2015年10月9日          | 2016年8月5日                 | 由國土交通副大臣兼任 兼任內閣府副大臣                          |                                                                |
| 第2次改造      | 今村雅弘 →吉野正芳 | 橘慶一郎           | 自由民主黨    | 2016年8月5日           | 2017年8月7日           | 眾議員（富山縣第3區）        |                                                                |                                                                |
| 第2次改造      | 今村雅弘 →吉野正芳 | 長澤廣明           | 公明黨        | 2016年8月5日           | 2017年8月7日           | 參議員（參議員比例區）       |                                                                |                                                                |
| 第2次改造      | 今村雅弘 →吉野正芳 | 末松信介           | 自由民主黨    | 2016年8月5日           | 2017年8月7日           | 參議員（兵庫縣選舉區）       | 由國土交通副大臣兼任 兼任內閣府副大臣                          |                                                                |
| 第3次改造      | 吉野正芳           | 土井亨             | 自由民主黨    | 2017年8月7日           | 2017年11月2日          | 眾議員（宮城縣第1區）        |                                                                |                                                                |
| 第3次改造      | 吉野正芳           | 長澤廣明           | 2017年9月7日  | 2017年8月7日           | 公明黨                 | 參議員（參議員比例區）       | 留任 任內辭職，由濱田昌良接任                                  |                                                                |
| 第3次改造      | 吉野正芳           | 秋元司             | 2017年11月2日 | 2017年8月7日           | 自由民主黨             | 眾議員（東京比例代表區）     | 由國土交通副大臣兼任 兼任內閣府副大臣                          |                                                                |
| 第3次改造      | 吉野正芳           | 濱田昌良           | 2017年11月2日 | 2017年9月7日           | 公明黨                 | 參議員（參議員比例區）       | 再入閣                                                         |                                                                |
| 第4次安倍内閣  | 第4次安倍内閣      | 土井亨             | 2017年11月2日 | 2018年10月2日          | 自由民主黨             | 眾議員（宮城縣第1區）        | 留任                                                           |                                                                |
| 第4次安倍内閣  | 第4次安倍内閣      | 濱田昌良           | 2017年11月2日 | 2018年10月2日          | 公明黨                 | 參議員（參議員比例區）       | 留任                                                           |                                                                |
| 第4次安倍内閣  | 第4次安倍内閣      | 秋元司             | 2017年11月2日 | 2018年10月2日          | 自由民主黨             | 眾議員（東京都第15區）       | 留任 由國土交通副大臣兼任 兼任內閣府副大臣                     |                                                                |
|                | 第1次改造內閣      | 渡邊博道           | 橘慶一郎      | 2018年10月4日          | 自由民主黨             | 2019年9月13日                | 眾議員（富山縣第3區）                                          | 再入閣                                                         |
| 濱田昌良       | 第1次改造內閣      | 渡邊博道           | 公明黨        | 2018年10月4日          | 參議員（參議員比例區） | 2019年9月13日                | 留任                                                           |                                                                |
| 塚田一郎       | 第1次改造內閣      | 渡邊博道           | 2019年4月5日  | 2018年10月4日          | 自由民主黨             | 眾議員（北陸信越比例代表區） | 由國土交通副大臣兼任 兼任內閣府副大臣 任內辭職，由牧野京夫接任 |                                                                |
| 牧野京夫       | 第1次改造內閣      | 渡邊博道           | 2019年4月5日  | 2019年9月13日          | 自由民主黨             | 參議員（靜岡縣選舉區）       | 由國土交通副大臣兼任 兼任內閣府副大臣                          |                                                                |
| 第2次改造內閣  | 田中和德           | 菅家一郎           | 2019年9月13日 | 2020年9月18日          | 自由民主黨             | 眾議員（福島縣第4區）        |                                                                |                                                                |
| 第2次改造內閣  | 田中和德           | 橫山信一           | 2019年9月13日 | 2020年9月18日          | 公明黨                 | 參議員（參議員比例區）       |                                                                |                                                                |
| 第2次改造內閣  | 田中和德           | 御法川信英         | 2019年9月13日 | 2020年9月18日          | 自由民主黨             | 眾議員（秋田縣第3區）        | 由國土交通副大臣兼任 兼任內閣府副大臣                          |                                                                |
| 菅義偉内閣     | 菅義偉内閣         | 平澤勝榮           | 龜岡偉民      | 2020年9月18日          | 自由民主黨             | 2021年10月6日                | 眾議員（東北比例代表區）                                       |                                                                |
| 菅義偉内閣     | 菅義偉内閣         | 平澤勝榮           | 橫山信一      | 2020年9月18日          | 公明黨                 | 2021年10月6日                | 參議員（參議員比例區）                                         | 再任                                                           |
| 菅義偉内閣     | 菅義偉内閣         | 平澤勝榮           | 岩井茂樹      | 2020年9月18日          | 2021年4月30日          | 自由民主黨                   | 參議員（靜岡縣選舉區）                                         | 由國土交通副大臣兼任 兼任內閣府副大臣 任內辭職，由渡邊猛之接任 |
| 菅義偉内閣     | 菅義偉内閣         | 平澤勝榮           | 渡邊猛之      | 2021年4月30日          | 2021年10月6日          | 自由民主黨                   | 參議員（岐阜縣選舉區）                                         | 由國土交通副大臣兼任 兼任內閣府副大臣                          |
| 第1次岸田內閣  | 第1次岸田內閣      | 西銘恒三郎         | 冨樫博之      | 2021年10月6日          | 2021年11月11日         | 自由民主黨                   | 眾議員（秋田縣第1區）                                          |                                                                |
| 第1次岸田內閣  | 第1次岸田內閣      | 西銘恒三郎         | 橫山信一      | 2021年10月6日          | 2021年11月11日         | 公明黨                       | 參議員（參議員比例區）                                         | 再任                                                           |
| 第1次岸田內閣  | 第1次岸田內閣      | 西銘恒三郎         | 渡邊猛之      | 2021年10月6日          | 2021年11月11日         | 自由民主黨                   | 參議員（岐阜縣選舉區）                                         | 再任 由國土交通副大臣兼任 兼任內閣府副大臣                     |
| 第2次岸田內閣  | 第2次岸田內閣      | 西銘恒三郎         | 冨樫博之      | 2021年11月11日         | 2022年8月12日          | 自由民主黨                   | 眾議員（秋田縣第1區）                                          | 再任                                                           |
| 第2次岸田內閣  | 第2次岸田內閣      | 西銘恒三郎         | 新妻秀規      | 2021年11月11日         | 2022年8月12日          | 公明黨                       | 參議員（參議院比例區）                                         |                                                                |
| 第2次岸田內閣  | 第2次岸田內閣      | 西銘恒三郎         | 渡邊猛之      | 2021年11月11日         | 2022年8月12日          | 自由民主黨                   | 參議員（岐阜縣選舉區）                                         | 再任 由國土交通副大臣兼任 兼任內閣府副大臣                     |
|                | 第1次改造內閣      | 秋葉賢也 →渡邊博道 | 小島敏文      | 2022年8月12日          | 2023年9月15日          | 自由民主黨                   | 眾議員（中國比例代表區）                                       |                                                                |
| 竹谷敏子       | 第1次改造內閣      | 秋葉賢也 →渡邊博道 | 公明黨        | 2022年8月12日          | 2023年9月15日          | 參議員（東京都選舉區）       |                                                                |                                                                |
| 石井浩郎       | 第1次改造內閣      | 秋葉賢也 →渡邊博道 | 自由民主黨    | 2022年8月12日          | 2023年9月15日          | 參議員（秋田縣選舉區）       | 由國土交通副大臣兼任 兼任內閣府副大臣                          |                                                                |
| 第2次改造內閣  | 土屋品子           | 高木宏壽           | 自由民主黨    | 2023年9月15日          | 2024年10月3日          | 眾議員（北海道第3區）        |                                                                |                                                                |
| 第2次改造內閣  | 土屋品子           | 平木大作           | 公明黨        | 2023年9月15日          | 2024年10月3日          | 參議員（參議院比例區）       |                                                                |                                                                |
| 第2次改造內閣  | 土屋品子           | 堂故茂             | 自由民主黨    | 2023年9月15日          | 2024年10月3日          | 參議員（富山縣選舉區）       | 由國土交通副大臣兼任 兼任內閣府副大臣                          |                                                                |
| 第一次石破內閣 | 第一次石破內閣     | 伊藤忠彥           | 自由民主黨    | 高木宏壽               | 2024年10月3日          | 2024年11月13日               | 眾議員（北海道第3區）                                          | 再任                                                           |
| 第一次石破內閣 | 第一次石破內閣     | 伊藤忠彥           | 輿水惠一      | 公明黨                 | 2024年10月3日          | 2024年11月13日               | 眾議員（北關東比例區）                                         |                                                                |
| 第一次石破內閣 | 第一次石破內閣     | 伊藤忠彥           | 堂故茂        | 自由民主黨             | 2024年10月3日          | 2024年11月13日               | 參議員（富山縣選舉區）                                         | 再任 由國土交通副大臣兼任 兼任內閣府副大臣                     |
| 第二次石破內閣 | 第二次石破內閣     | 伊藤忠彥           | 鈴木憲和      | 自由民主黨             | 2024年11月13日         | 現任                         | 眾議員（山形縣第2區）                                          |                                                                |
| 第二次石破內閣 | 第二次石破內閣     | 伊藤忠彥           | 輿水惠一      | 公明黨                 | 2024年11月13日         | 現任                         | 眾議員（北關東比例區）                                         | 再任                                                           |
| 第二次石破內閣 | 第二次石破內閣     | 伊藤忠彥           | 高橋克法      | 自由民主黨             | 2024年11月13日         | 現任                         | 參議員（栃木縣選舉區）                                         | 由國土交通副大臣兼任 兼任內閣府副大臣                          |

再任表示換閣後再次被招攬，留任表示同一內閣改造後獲得挽留，再入閣表示時隔數個內閣後再度被招攬